# Усатый голец
Усатый голец, обыкновенный голец или авдюшка (лат. Barbatula barbatula) — вид рыб семейства Nemacheilidae.
Обычные размеры — 10—12 см, достигает длины 18 см и массы 25 г.
Ведёт придонный образ жизни. Предпочитает небольшие речки с быстрым течением, песчаным или галечным дном, но встречается и в низовьях некоторых больших рек, в озерах и солоноватых водах Финского залива, в водохранилищах и прудах. На зиму зарывается в ил, может при высыхании водоемов долгое время выживать во влажном грунте. Питается водными беспозвоночными, личинками насекомых, растениями и икрой рыб.

## Распространение
Распространен в реках и озерах Европы. В России ареал охватывает Финский залив, бассейны рек: Нева, Волхов, Северная Двина, Онега, Вычегда, Мезень, Ока, Печора, Дон, Днепр, Кубань, Волга, Урал. В бассейне Терека, вероятнее всего, не обитает, поскольку описанный Бергом в 1898 году терский подвид усатого гольца Nemachilus barbatulus caucasicus имеет, по его же мнению, неясную видовую принадлежность (может быть ошибочно определенным гольцом Крыницкого).
Многочисленный вид, хозяйственного значения не имеет. Употребляется рыболовами в качестве наживки.

## Близкие виды
В водоёмах России обитают близкие виды — голец Крыницкого (Oxynoemacheilus merga) на Северном Кавказе и сибирский усатый голец (Barbatula toni) в Сибири и на Дальнем Востоке. Последний ранее считали подвидом Nemachilus barbatulus toni усатого гольца.